# F Communications
F Communications oder auch FCom ist ein unabhängiges, französisches Musiklabel, das in Paris beheimatet ist. Es wurde 1994 von Eric Morand und Laurent Garnier gegründet.

## Veröffentlichungen
Das Label spezialisiert sich auf Techno-, Deep-House- und House-Produktionen. Es veröffentlichte unter Anderen:
- Laurent Garnier
- St Germain
- Mr. Oizo
- Alex Gopher
- Maxence Cyrin